# 1957-es magyar női röplabdabajnokság
Az 1957-es magyar női röplabdabajnokság a tizenkettedik magyar női röplabdabajnokság volt. Bevezették a nemzeti bajnokságot (NB), melyben budapesti és vidéki csapatok több osztályban együtt játszhattak. A bajnokságban tizennégy csapat indult el, a csapatok egy kört játszottak. A bajnokságot tavasszal játszották le, utána áttértek az őszi-tavaszi rendszerre.
A csapatok nagy része visszavette az 1950 előtt használt nevét.
- A Bp. Bástya Pénzügyminisztérium új neve Pénzügyminisztérium SC lett.
- A Bp. Bástya VTSK új neve Bp. VTSK lett.
- A Bp. Törekvés szétvált, neve ismét BVSC és Bp. Előre lett.
- A Vasas Turbó új neve Ganz Villamossági SK lett.
- A Bp. Vörös Lobogó neve ismét MTK lett.
- A Diósgyőri Vasas neve ismét Diósgyőri VTK lett.
- A Bp. Dózsa új neve Újpesti Dózsa lett.
- Az Építők Elektrotröszt új neve Villanyszerelő SC lett.
- A Testnevelési Főiskola Haladás neve ismét Testnevelési Főiskola SE lett.
- A Törekvés Utasellátó új neve Utasellátó SC lett.
- A Miskolci Törekvés neve ismét Miskolci VSC lett.
- A Kertészeti Főiskola Haladás neve ismét Kertészeti Főiskola SE lett.

## Tabella
| #   | Csapat                   | M  | Gy | V  | Sz+ | Sz- | P  |
| --- | ------------------------ | -- | -- | -- | --- | --- | -- |
| 1.  | Pénzügyminisztérium SC   | 13 | 13 | 0  | 39  | 8   | 26 |
| 2.  | VM Háztartási Bolt       | 13 | 12 | 1  | 38  | 9   | 24 |
| 3.  | Bp. VTSK                 | 13 | 11 | 2  | 36  | 13  | 22 |
| 4.  | BVSC                     | 13 | 10 | 3  | 31  | 16  | 20 |
| 5.  | Ganz Villamossági SK     | 13 | 8  | 5  | 30  | 19  | 16 |
| 6.  | MTK                      | 13 | 6  | 7  | 25  | 27  | 12 |
| 7.  | Diósgyőri VTK            | 13 | 6  | 7  | 23  | 25  | 12 |
| 8.  | Újpesti Dózsa            | 13 | 6  | 7  | 25  | 30  | 12 |
| 9.  | Villanyszerelő SC        | 13 | 5  | 8  | 23  | 25  | 10 |
| 10. | Testnevelési Főiskola SE | 13 | 4  | 9  | 19  | 28  | 8  |
| 11. | Bp. Előre                | 13 | 4  | 9  | 17  | 28  | 8  |
| 12. | Utasellátó SC            | 13 | 3  | 10 | 15  | 33  | 6  |
| 13. | Miskolci VSC             | 13 | 3  | 10 | 10  | 31  | 6  |
| 14. | Kertészeti Főiskola SE   | 13 | 0  | 13 | 0   | 39  | 0  |

* M: Mérkőzés Gy: Győzelem V: Vereség Sz+: Nyert szett Sz-: Vesztett szett P: Pont